# Velocità macroscopica
Con velocità macroscopica, indicata con il simbolo {\displaystyle \langle v\rangle }, s'intende, all'interno di un sistema fisico in un determinato frangente di tempo, la velocità studiata da un punto di vista "macroscopico". Ciò significa che la velocità viene misurata con una combinazione di variabili tese a osservare il sistema nelle sue caratteristiche generali, anziché nelle caratteristiche delle sue singole particelle e si utilizza come unità di misura il m/s. In  fluidodinamica per esempio, spesso le particelle si muovono di moto ondulatorio: la velocità macroscopica del sistema è la media lineare delle velocità delle singole particelle. In aerodinamica, lo strumento di misura più utilizzato per misurare elevate velocità è il Tubo di Pitot. Siccome però la velocità dei fluidi (specie in ampi volumi) varia in ogni punto, nei grandi aerei vengono implementati più di un Tubo di Pitot, posti in posizioni strategiche.